# Limón (color)

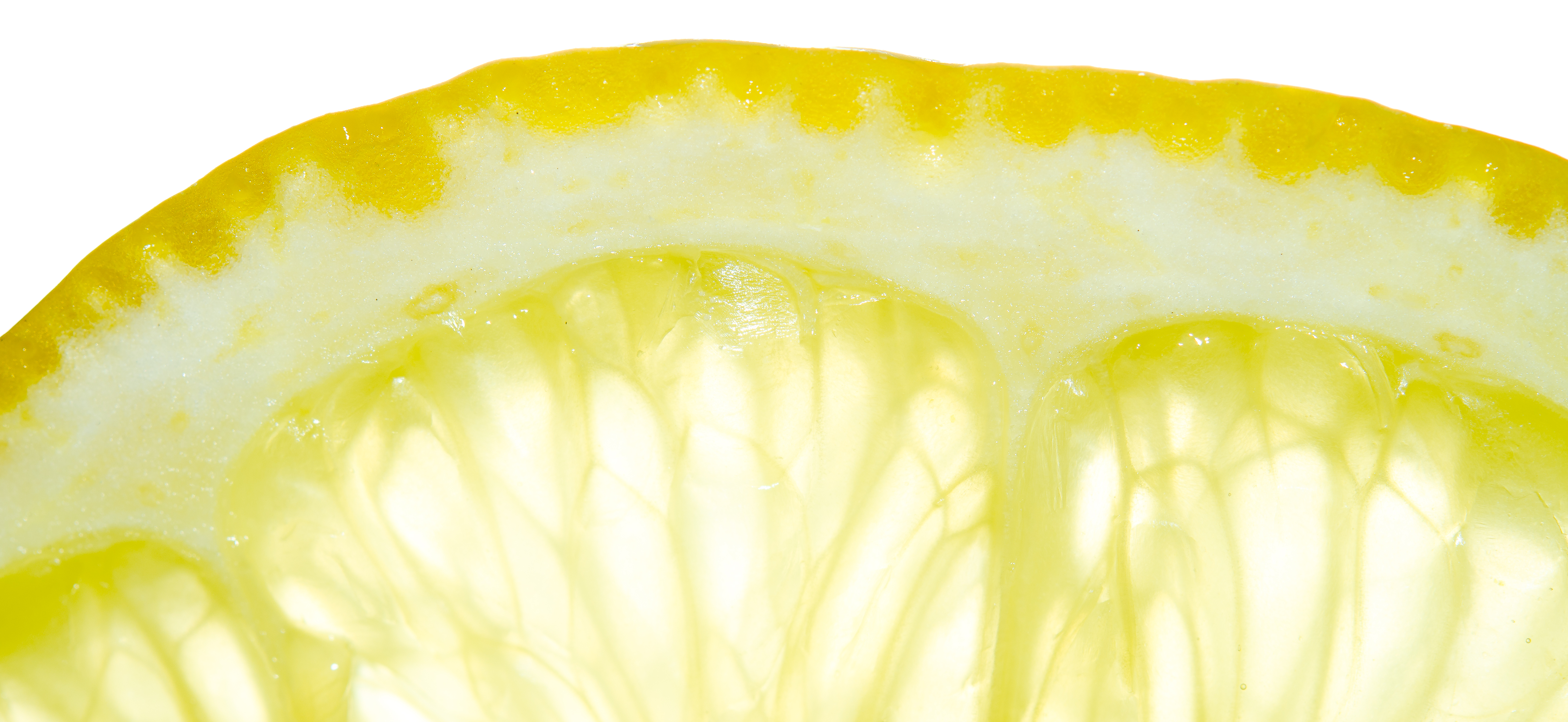
Parte de una rodaja de limón maduro mostrando varias coloraciones alimonadas

Limón (del árabe laimun) es un color cuya referencia de origen es la coloración de la corteza del limón, es decir, del fruto del limonero (Citrus × limon).
Se entiende por color limón a una familia de coloraciones que van desde el amarillo verdoso pálido hasta el amarillo claro, en tanto que el color limón estándar es un amarillo verdoso muy claro pero saturado. Las coloraciones similares al color limón estándar se demoninan alimonadas.
En el recuadro bajo estas líneas:
- A la izquierda: el color limón estándar, es decir, el aparece normalizado en catálogos cromáticos y cartas de colores.[2]
- En el centro: una coloración alimonada inespecífica.[2]
- A la derecha: una aproximación al color que más frecuentemente se entiende por «amarillo limón», que deriva del los pigmentos para pintura artística elaborados mediante una mezcla de cromato de plomo y sulfato de plomo.[2]

|            | Limón (estándar)  | Limón (inespecífico) | Amarillo limón     |
| HTML       | #D9E542           | #F5F35B              | #FFF83B            |
| CMYK       | (16, 0, 80, 0)    | (4, 0, 70, 5)        | (5, 0, 90, 0)      |
| RGB        | (217, 229, 66)    | (245, 243, 91)       | (255, 248, 59)     |
| HSV        | (64°, 71 %, 90 %) | (59°, 63 %, 96 %)    | (58°, 77 %, 100 %) |
| Referencia | [ 2 ]             | [ 2 ]                | [ 2 ]              |